# Comté de Tipton (Tennessee)
Pour les articles homonymes, voir Comté de Tipton.
Le comté de Tipton (anglais : Tipton County) est un comté de l'État du Tennessee, aux États-Unis.